# Erich von Braunschweig-Grubenhagen
Erich von Braunschweig-Grubenhagen (1478 – Fürstenau, 14 maggio 1532) è stato un vescovo cattolico e militare tedesco.
I suoi genitori furono Albrecht III Herzog von Braunschweig-Grubenhagen e Elisabeth von Waldeck.
Erich von Braunschweig-Grubenhagen prese l'incarico di vescovo di Osnabrück.
Nel 1508 fu uno dei comandanti in capo delle forze imperiali dell'esercito del Sacro Romano Impero per il settore orientale.
Il 27 marzo 1532 fu eletto anche vescovo di Münster, ma morì il 14 maggio, prima della conferma pontificia.